# アントン・ブライト
アントン・ブライト（Anton Braith、1836年9月2日 - 1905年1月3日）はドイツの画家である。家畜を描く動物画や風景画を描いた。

## 略歴
バーデン＝ヴュルテンベルク州のビーベラハ・アン・デア・リスの日雇い農夫の子供に生まれた。父親は後に農園監督になった。幼い頃から家畜の世話をして家族を助けた。1851年に奨学金を得て、シュトゥットガルトの美術学校に入学し、ベルンハルト・フォン・ネーアー、ハインリヒ・フォン・ルスティーゲ、ハインリヒ・フンクに学んだ。画家として働くようになって、1860年に同窓のアルベルト・カッピス(Albert Kappis)とミュンヘンに移った。ミュンヘンで、後に動物画家として有名となるクリスティアン・マリ(Christian Mali:1832-1906)と友人になり、バイエルンの各地の芸術家村で製作した。
1867年に、マリ、カッピス、エベルト(Carl Ebert)とパリを旅した。パリで展覧会を開き、その後ウィーン、ミュンヘンで展覧会を開き画家として成功した。1880年代には何度かイタリアを旅した。フリードリヒ・フォルツ(Friedrich Voltz:1817-1886)の後を受けてドイツを代表する動物画家とされた。1892年にミュンヘン分離派が結成された時、それには加わらず、アカデミーに残った画家の一人である。
ミュンヘン美術院の名誉会員になり、1891年に故郷ビーベラハの名誉市民となった。ビーベラハにはブライトとマリの名前を冠した美術館(Braith-Mali-Museum)が創設されている。

## 作品

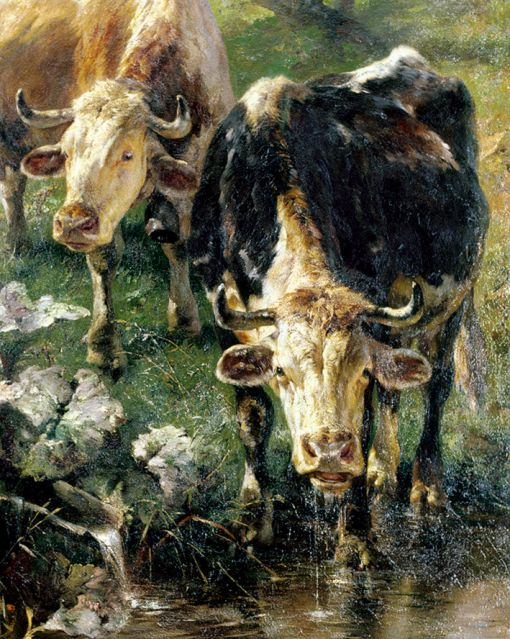
「牛」
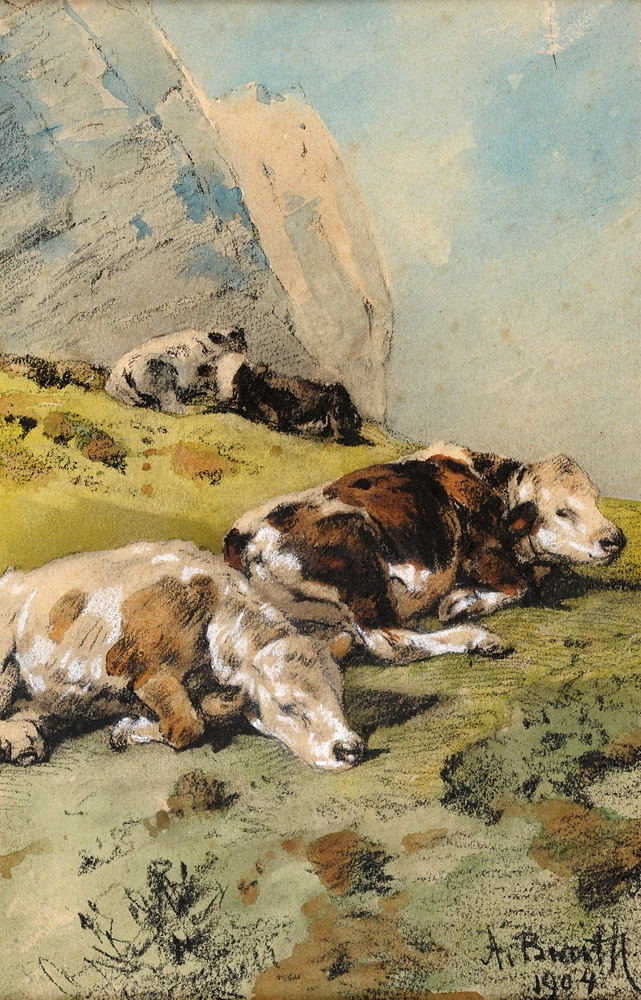
子牛のいる牧草地の風景
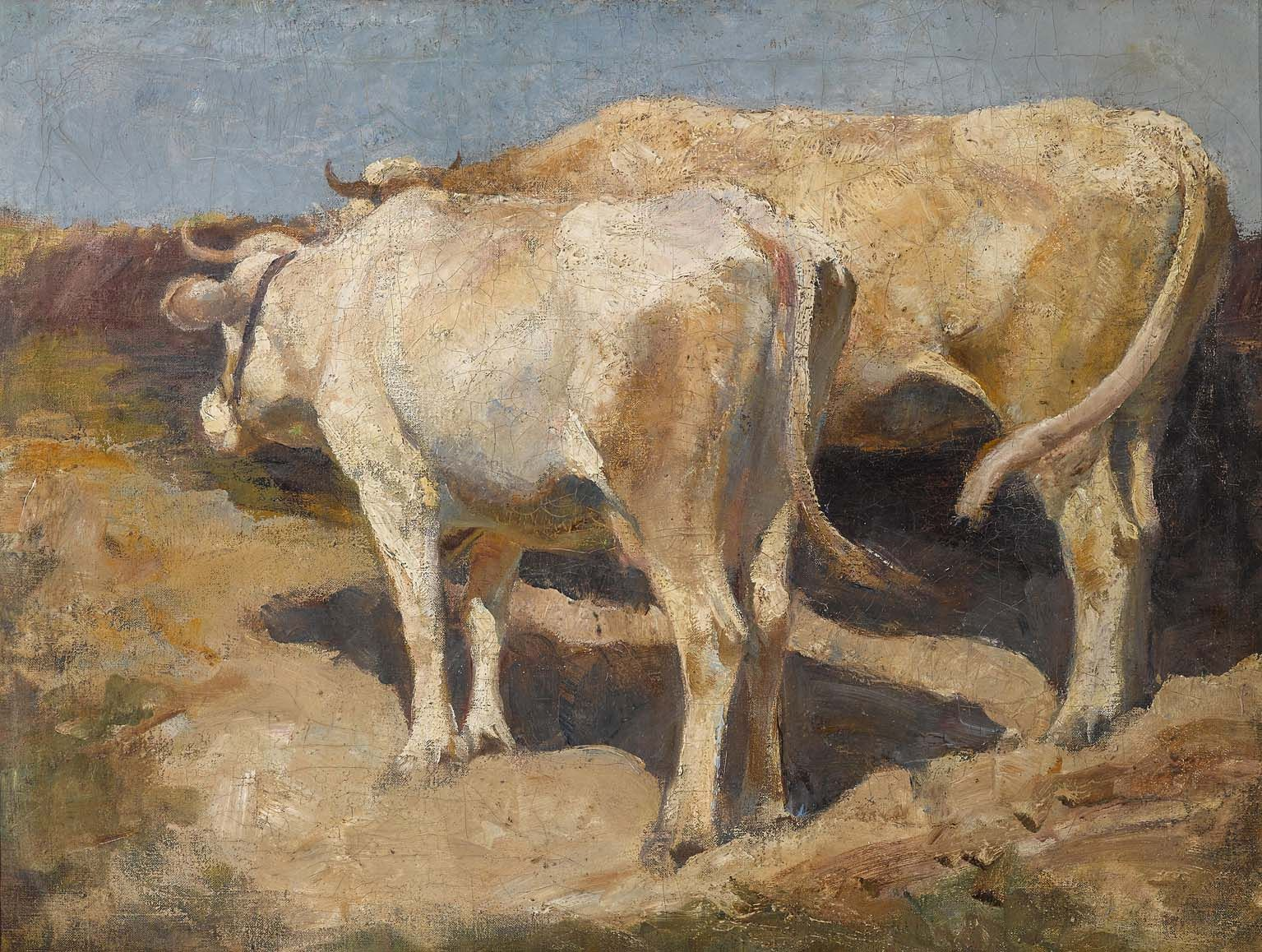
2頭の牛
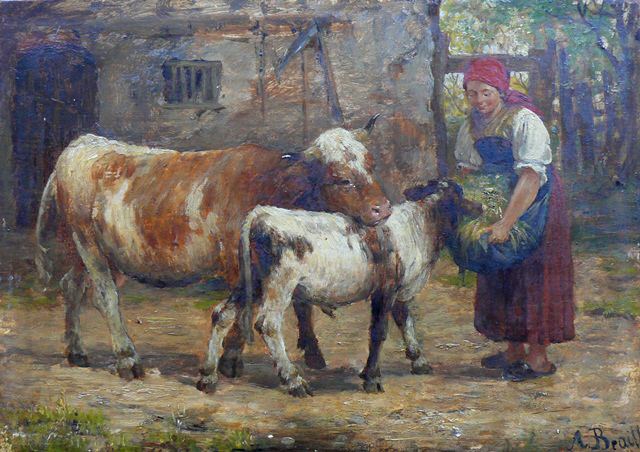
母牛と子牛に餌をやるメイド

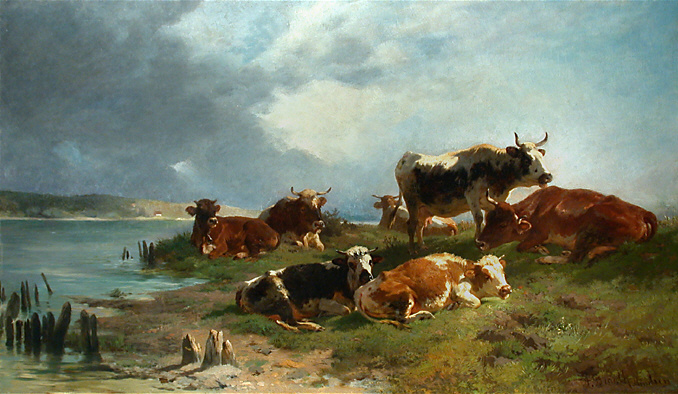
牧草地の牛
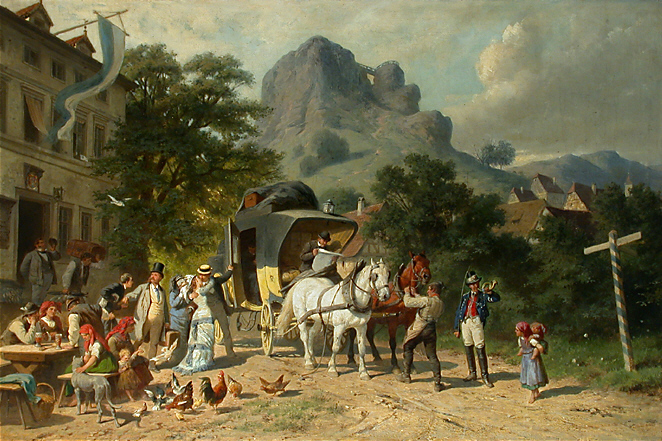
駅馬車での別れ
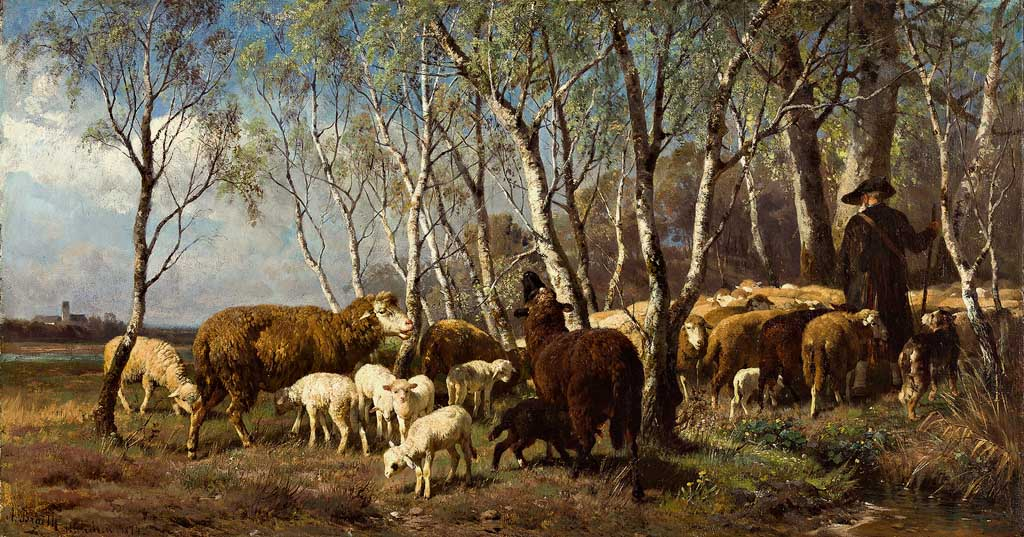
家畜の群れと羊飼い